# Samuel Hartlib
Samuel Hartlib (Hartlieb; * kolem 1600, Elblag, Prusko – 1662, Londýn) byl německo-anglický vědec, pedagog a společenský reformátor, přítel a podporovatel J. A. Komenského.

## Život
Narodil se v rodině bohatého barvíře a protestanta, který kolem roku 1600 kvůli náboženskému tlaku uprchl z Poznaně do pruského Elblagu. Jeho matka byla dcerou vedoucího představitele tamější anglické komunity a obchodníka Johna Langthona.
Samuel studoval na gymnáziu v Břehu, dále pak na univerzitě v Královci a akademii v Herbornu. Jedním z jeho profesorů v Herbornu byl Johann Heinrich Alsted. Roku 1628 se rodina přestěhovala do Anglie. Tam Samuel krátce (pravděpodobně formálně, bez dokončení) studoval na univerzitě v Cambridgi. V roce 1929 se oženil se s Mary Burningham, s níž měl později prokazatelně čtyři syny a dvě dcery.
Samuel bývá uváděn jako obchodník, i když se obchodem patrně nikdy nezabýval. Připojil se k tajné společnosti „Antilia“, která usilovala o sjednocení protestantských církví a sekt a o důležité reformy společnosti a školství, aby lidé byli lépe připraveni na Druhý příchod Kristův. Roku 1630 založil školu v Chichesteru a po jejím neúspěchu se přestěhoval do Londýna. Věnoval se projektu veřejné Adresní kanceláře po vzoru pařížského Bureau d'Adresse Théophrasta Renaudota, jež měla sbírat a rozšiřovat zejména užitečné myšlenky a vynálezy, například pro zlepšení zemědělství. Vedl o tom velmi rozsáhlou korespondenci, která se z velké části zachovala.
Hartlib podporoval protestantské exulanty ze Střední Evropy, sužované Třicetiletou válkou. Roku 1641 pozval do Anglie J. A. Komenského a vydal jeho Prodromus pansophiae a další spisy. Téhož roku vydal i vlastní popis utopického království Macarie, ovlivněný utopiemi Tomáše Mora, Francise Bacona a J. V. Andreae, zakladatele rosenkruciánství. Jako mnozí z jeho současníků se zabýval také alchymií, homeopatickou medicínou a astrologií.
Z původního projektu na šíření znalostí a vzdělání vznikl „Hartlibův kruh“, na němž se podíleli například Robert Boyle, který o něm mluvil jako o „invisible college“, Robert Hooke nebo William Petty. John Milton věnoval Hartlibovi svůj spis „O výchově“ a Hartlib si dopisoval i s J. Heveliem, Thomasem Hobbesem, Christopherem Wrenem nebo s Pierrem Gassendi. Hartlibův kruh byl důležitým předchůdcem Královské společnosti, založené roku 1660.
Jeho písemná pozůstalost má víc než 25 tisíc stránek, dopisů, poznámek a kratších textů. Je uložena na univerzitě v Sheffieldu, roku 2002 byla vydána na CD a je dostupná na internetu.